# Patrick Gauthier
Patrick Gauthier, né à Paris le 27 février 1953, est un pianiste et claviériste de jazz et de jazz fusion.
Après des études de Philosophie à la faculté de Nanterre  Patrick Gauthier décide de se consacrer entièrement à la musique.
Parallèlement à son apprentissage du piano et à sa découverte des Maîtres Baroques et des  compositeurs impressionnistes, il étudie l'orchestration et l'harmonie classique avec le compositeur Roland Creuze et les Ondes Martenot avec Jeanne Loriod.
Ses premiers contacts avec le monde électro-acoustique l'amènent à utiliser des synthés analogiques-numériques, et à l'informatique musicale, dont il se sert largement aujourd'hui.
Il a participé au groupe Magma de 1975 à 1976 et de 1982 à 1983. Il a également fait partie d'Alien, formation à deux ou trois pianos qui réunissait Benoît Widemann, , Dominique Bertram et Christian Vander. Il est parfois crédité sur les albums sous son « nom kobaïen » : Wernehm Zackariaah. Il eut également le plaisir de jouer avec Aldo Romano;Richard Pinhas, depuis la formation du groupe Heldon, 
Il a composé et enregistré pour et avec Jacques Higelin qu'il accompagnait aussi sur scène.
En 1981, son premier album, Bébé Godzilla, bénéficia d'un accueil fort chaleureux.
Dans les groupes Weidorje en 1976, et Paga Group en 1984, il a joué avec Bernard Paganotti ; et c'est avec les enfants de Bernard, Himiko et Antoine Paganotti, qu'il enregistra en 1993 l'album Sur les flots verticaux avec notamment, la participation de Pierre Marcault, Marc Eliard, Julie Vander, Alain Bellaïche, Stella Vander. En 1996, sortie de son dernier album, Le Morse, avec François Laizeau (batterie), Philippe Bussonnet (basse), Pascal Maunoury (Pascal Mono) (voix), Himiko Paganotti (voix), Pierre Marcault (percussions).

## Carrière
Participations :

les Voix de Magma ; Christian Vander (Alien quartet), Guida de Palma, Heldon, Richard Pinhas, Jean-Philippe Goude (Drones), Alain et Yvon Guillard (Pazapa), Benoît Widemann, Jacques Higelin (Aï, Casino de Paris, Bercy), Youssou N'Dour, Sam Fan Thomas (Cameroun), Mano Solo (les années sombres), Faudel,  Aldo Romano,didier Lockwood, Weidorje, Bernard Paganotti (Paga Group). En 2016 il reforme un trio (piano, 2 voix) et commence à se produire en public.

## Discographie personnelle
3 CD chez Seventh Records :
- Bébé Godzilla (réédition 2007 Japon chez Captain Trip)
- Sur les Flots verticaux
- Le Morse

1 CD chez Disk Union (Japon) : Clinamens (avec Himiko Paganotti, Antoine Paganotti, Isabelle Carpentier) en 2016.
1CD(+vinyl)  chez Assaï Records  : Dans l'Entrelacs des Roses-pierres  produit par Bernard Paganotti en  2024